# Jardin extraordinaire (parc)
Le jardin extraordinaire est un parc public situé à Nantes, dans la partie ouest de l'ancienne Carrière de Miséry, située sur la rive droite de la Loire, dans le quartier Bellevue - Chantenay - Sainte-Anne. L'accès au parc s'effectue du côté sud, à partir du boulevard de Cardiff et du quai Marquis-d'Aiguillon. 
Ce 101e parc nantais a été inauguré le 28 septembre 2019. Il comporte une cascade de 25 mètres de haut, et est agrémenté de plantes d'eau géantes, lierres, bananiers et fougères arborescentes bénéficiant du microclimat créé par la carrière. 
Un escalier métallique conçu par François Delarozière, créateur des Machines de l'Île, reliant le jardin au square Maurice-Schwob situé en haut de la falaise a été installé en octobre 2020.
Lors de l'aménagement de la partie est de la carrière, il devait accueillir l'Arbre aux Hérons en 2022, une nouvelle attraction des Machines de l'Île, également imaginée par Delarozière. Elle a cependant été annulée en 2022, à la suite du carnaval de désenvoûtement organisé par le collectif la Commune de Chantenay le 20 mars 2022.
L'aménagement de cette deuxième partie d'1,5 hectares, qui devrait ouvrir en 2025, doit finalement comporter un grand marais humide et brumeux de 4 680 mètre carré, un potager, ou encore une via ferrata,. Et surtout ce projet voit la création d'un bassin naturel de 700 m²  avec une eau peu profonde (40 cm maximum) pour pouvoir barboter. Et l'eau sera filtrée naturellement par phytoépuration.
Le but de la partie est du jardin est aussi d'offrir une expérience d’immersion totale dans un paysage inspiré des récits de Jules Verne. Le coût de ces travaux sera de 5,3 M€.
Les 150 arbres existants seront conservés et 280 arbres seront plantés. Au total l'ensemble du jardin sera donc composé de 542 arbres
Des inventaires ont déjà été réalisés la partie ouest du jardin par Bretagne Vivante. Ils ont inventorié 27 espèces d’oiseaux, dont le faucon crécerelle et le chardonneret élégant, 16 espèces de libellules, 20 espèces de papillons ainsi que des reptiles comme le lézard des murailles ou la salamandre tachetée.

Vue panoramique en mars 2020.

## Vidéo
- La cascade

## Galerie de photographies

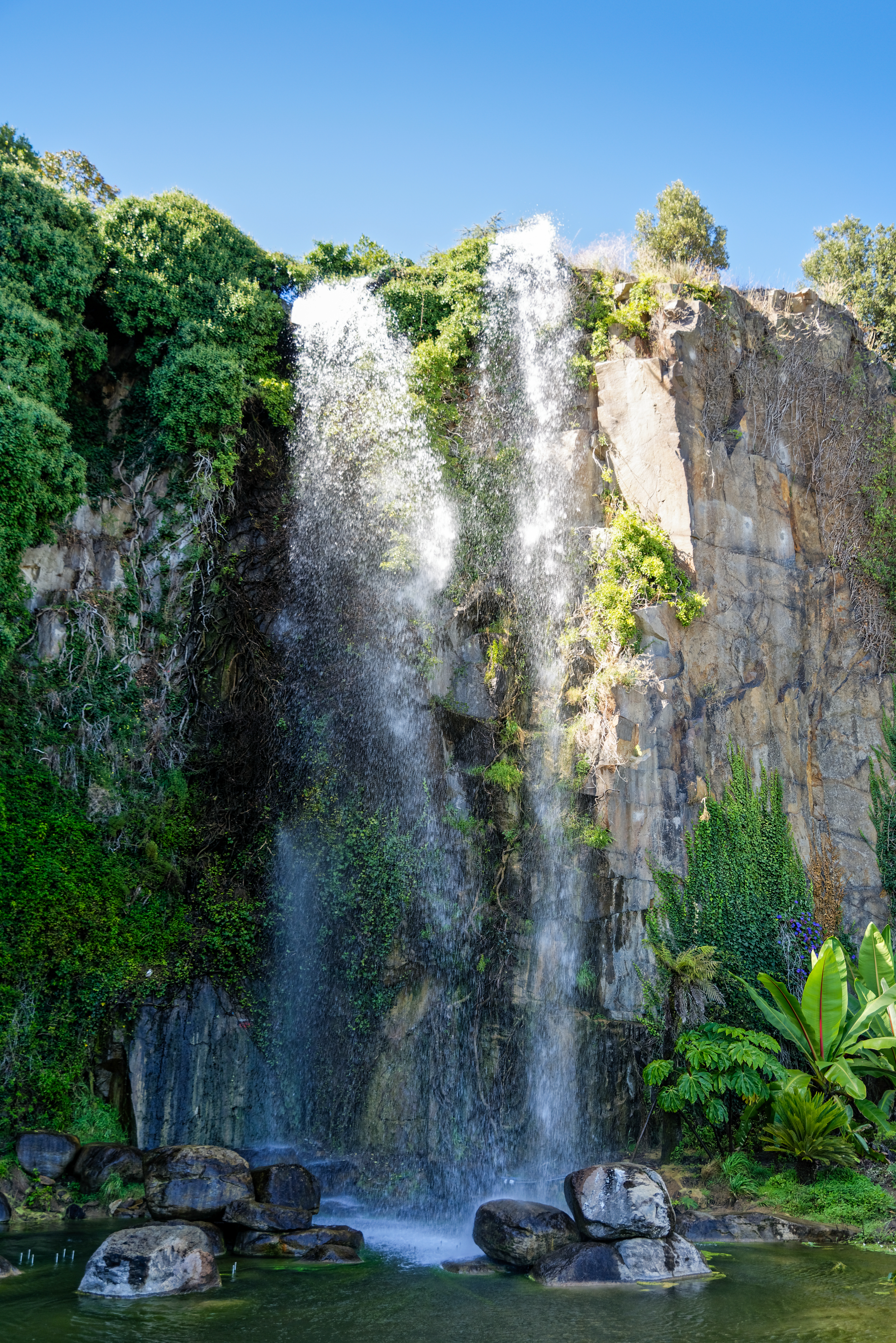
Cascade
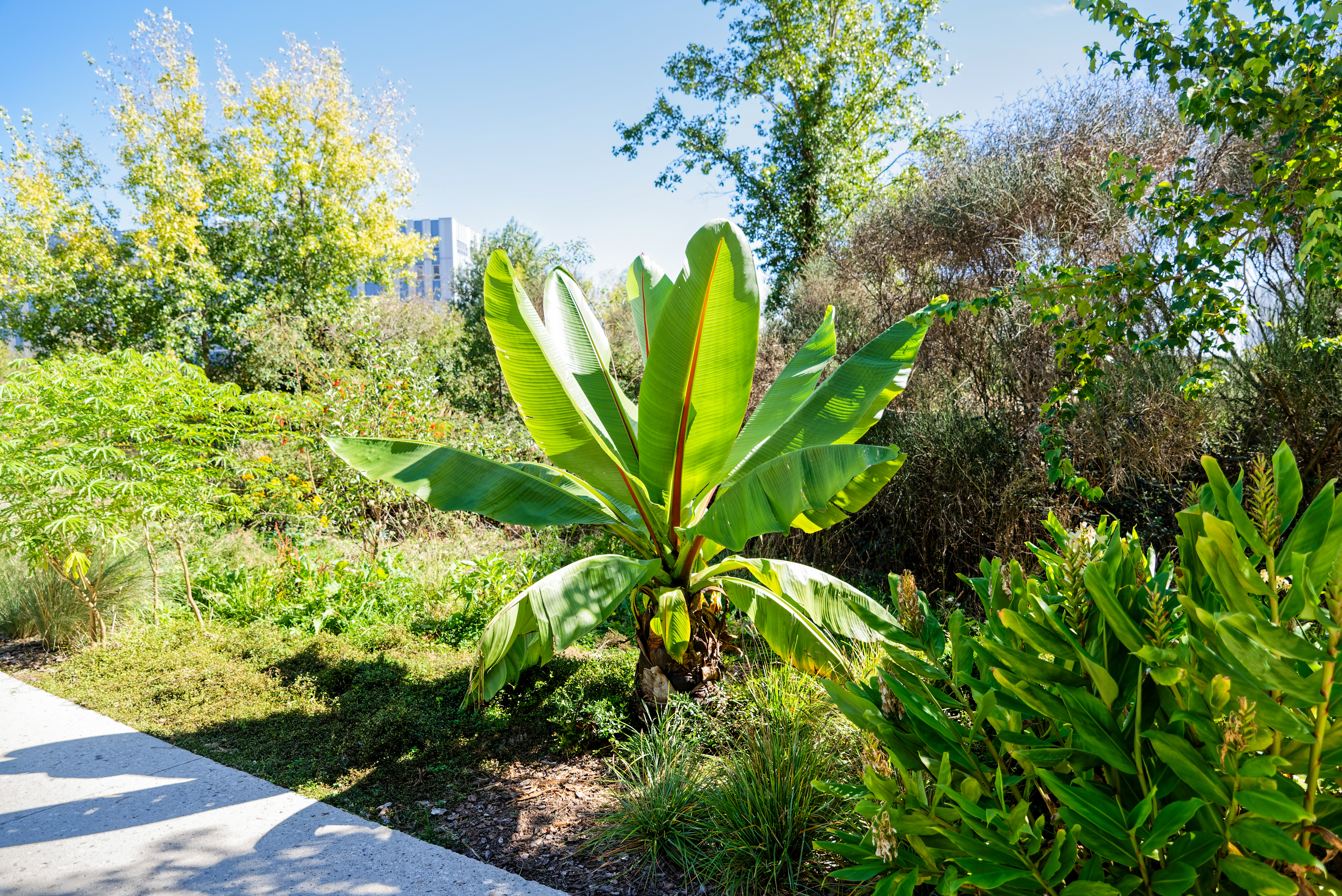
Bananier
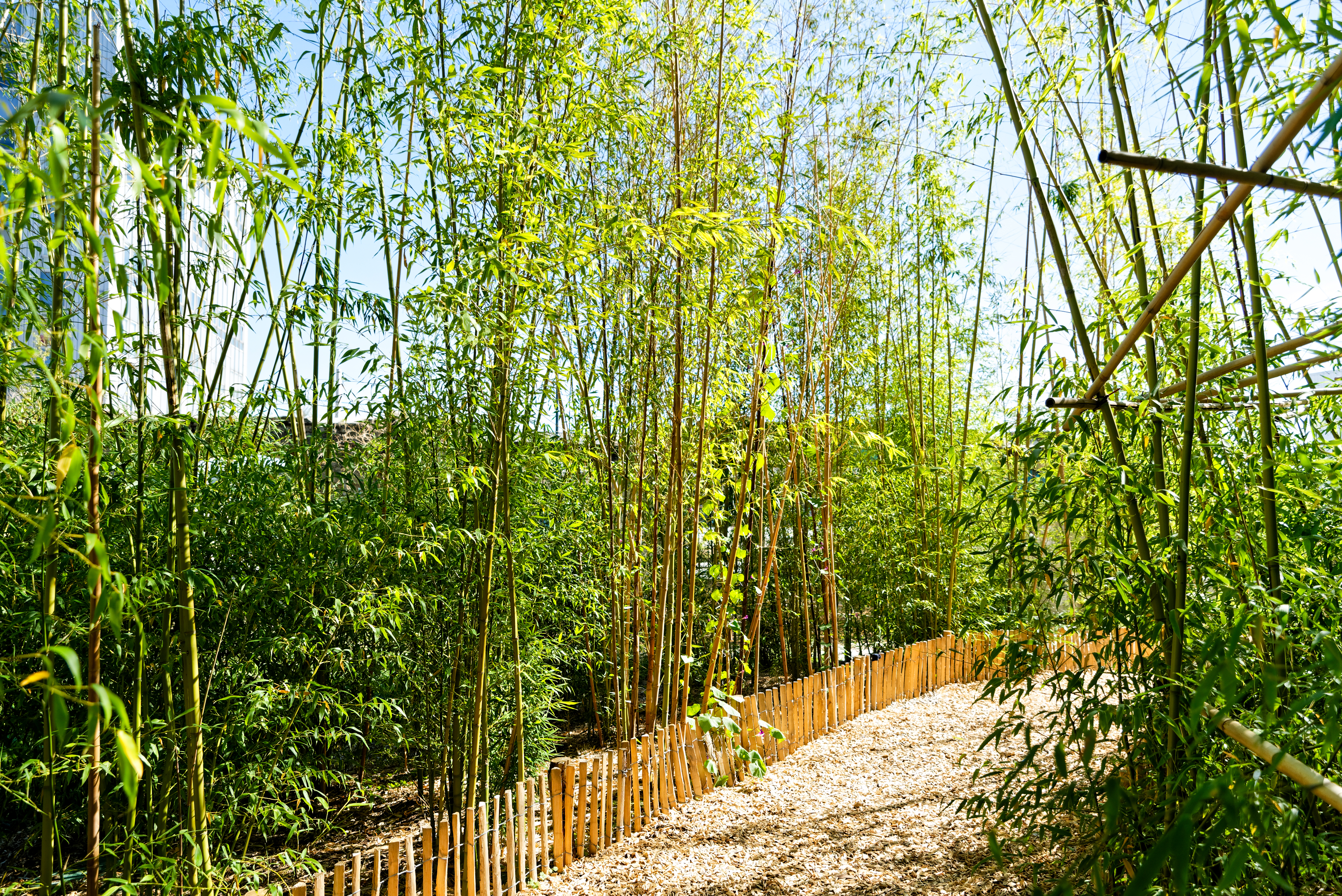
Bambous
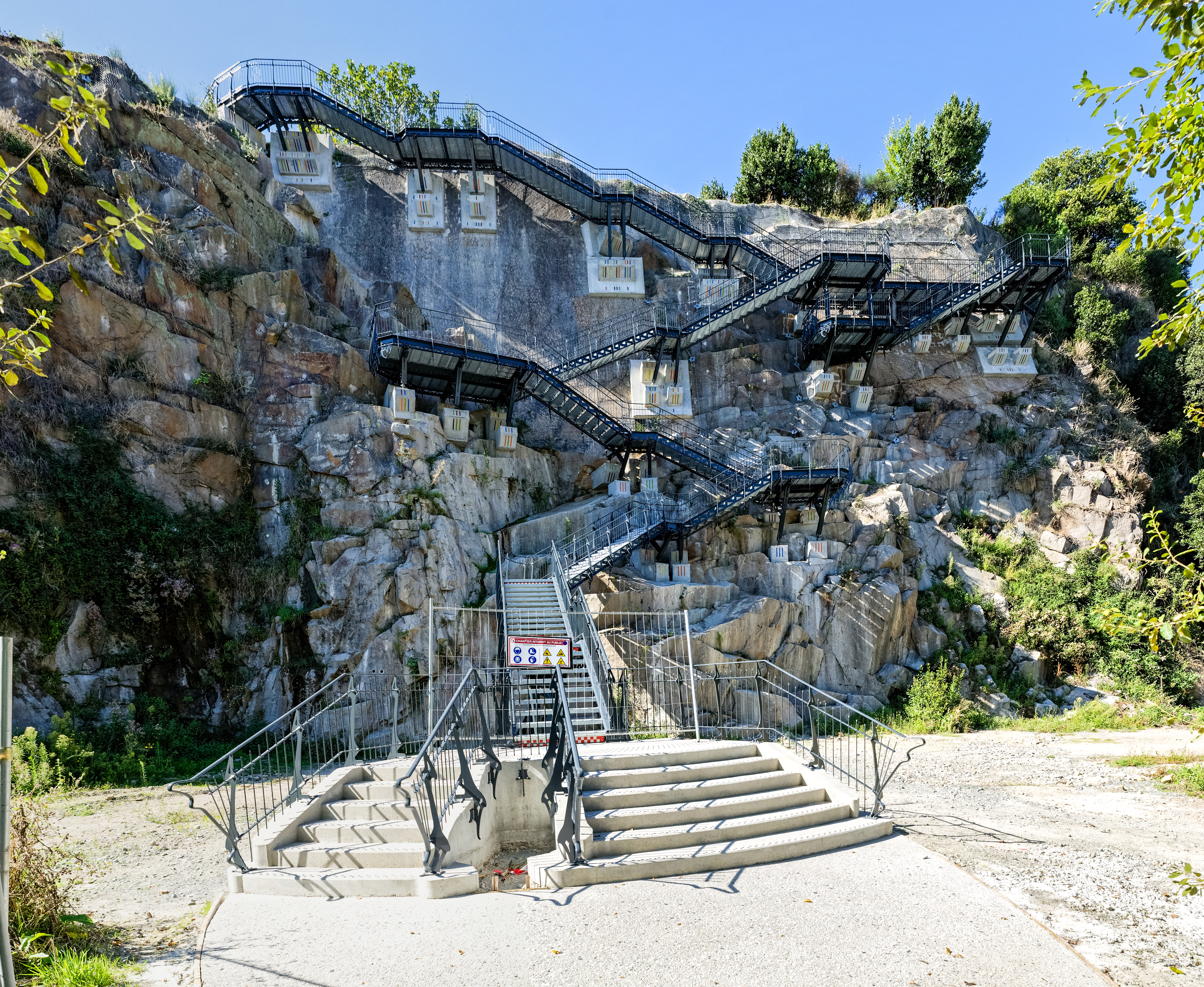
Escalier en cours de construction
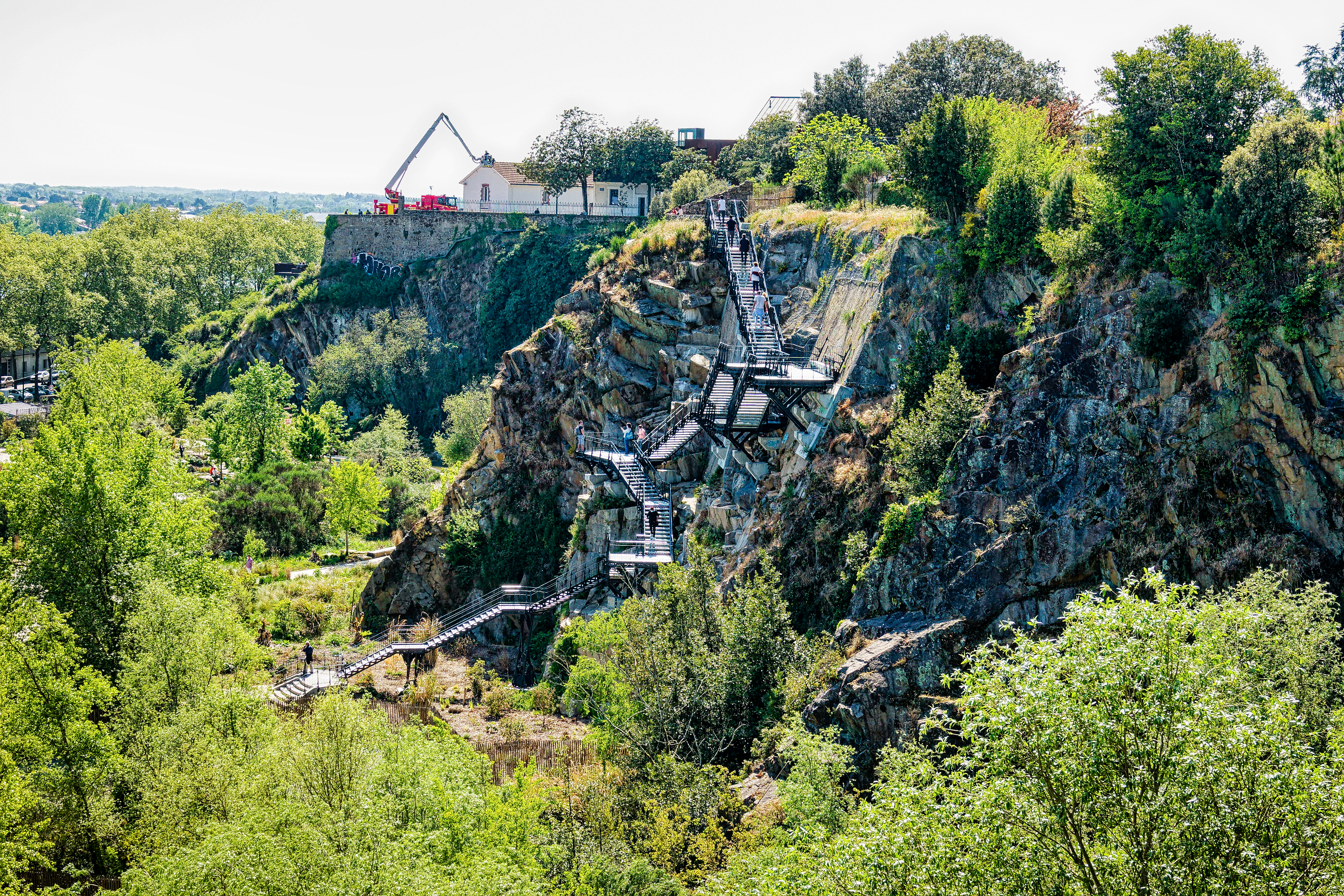
Escalier en service